# Staré anály pražské
Staré anály pražské byly podle Dušana Třeštíka jedním z nejstarších historiografických děl vzniklých na českém území. Jednalo se o kompilaci starších českých zápisů vedených už od druhé poloviny 10. století, pozdějších záznamů o životě sv. Vojtěcha, ludmilských a václavských legend (včetně Kristiánovy legendy) a různých zdrojů německých, zejména Reginonovy kroniky. Tyto analistické záznamy použil Kosmas při psaní Kroniky Čechů, byly převzaty do polských Starých análů svatého kříže a do řady dalších kompilací. Vznik díla datuje Dušan Třeštík k roku 1050.